# 阳平公主 (乙贰虎之妻)
阳平公主（？—？），北魏公主。

## 发现
2016年春季，大同北朝艺术博物馆收购了两块乙弗乾归的墓砖，墓砖长约29厘米，宽约15厘米，厚约5.2厘米。制作精良，文字稍多，阴文，魏书体。共收藏两块，文字排列不同，可分两种，第一种共三处文字，分别见于一块砖的正反面和上部侧面。正面为“大代太和九年，岁在乙丑正月己巳朔，二日庚午，使持节东大将军、秦州刺史、驸马都尉、羽真、西平王乙弗乾”。反面为“归元息（武）席坴（妻）阳平长公主阿若〔益得〕铭记。”此砖上部侧面有一字“征”。应该是正面“东大将军”前脱一“征”字，发现后，又补刻于上部砖侧面；另一种砖铭见于另一块砖的正反面，该砖上半部断裂，魏书体，阴文，正面是“大代太和九年，岁在乙丑，正月己巳朔，二日庚，使持节、征东大将军、秦州刺史、驸马都尉、羽真、西平”反面是“王乙弗乾归元息（昏）席妻阳平长公主阿若益〔得〕铭记”，两砖内容对比，第二块墓砖铭，在“庚”后缺一“午”字，显然是漏刻。另外，该砖因破裂，没有做砖铭拓片。

## 研究

### 名字
山西省考古研究院研究员张庆捷将阳平公主的名字释为“阿若益得”，中国社会科学院大学考古系博士研究生刘永瑞赞同对“阿”和“若”的释读；对于“益”则存疑；“得”视其字形恐非。刘永瑞认为“阿若□□”其中文字或为阳平长公主鲜卑语名之汉语音译。

### 身份
大同市博物馆展陈研究部副主任白月指出，关于此墓砖主人，现可辨认“阳平长公主阿□□”字样。《周书·宇文测传》记载：“（宇文测）尚宣武女阳平公主，拜驸马都尉。”这是史书仅见的关于北魏阳平公主的记载。但宣武帝元恪生于483 年，卒于515年，其女显然与乙弗乾归生活时代不符。而根据《魏书》的记载，乙弗乾归“复尚恭宗女安乐公主”，该墓砖或为乙弗乾归原配妻子之墓砖。北魏继承战国至汉以来以封地为封号的传统，阳平长公主虽未见史书记载，但从其封号来看，长公主为皇姑、皇姊妹或皇女中的尊崇者，阳平为其封地。
中国社会科学院大学考古系博士研究生刘永瑞指出，阳平长公主铭记砖透露了两条学界未曾知晓的重要信息：乙贰虎是乾归元息，贰虎尚阳平长公主。张庆捷和白月二位由于未能正确释出和理解“元息”一词的含义，未能正确释出“贰”“虎”二字，均将阳平长公主误解为乙乾归之妻。刘永瑞认为，首先据铭记，贰虎尚阳平长公主，其应为帝婿；《乙弗玉墓志》载乙海官驸马都尉，北魏时期驸马都尉为尚公主者本职或加官。其次，据铭记，贰虎为乾归元息，这种身份一般情况会袭爵；《魏书》只言乙海“谥日孝”，《乙弗玉墓志》载乙海为魏“西平孝公”，显然乙海曾袭爵。乙海卒年四十一，经推算他应卒于太和（477—499年）末或宣武帝（499一515年）初，显然活过了太和十六年（492年），该年正月开建五等，“制诸远属非太祖子孙及异姓为王，皆降为公”（《魏书·高祖纪下》）。乙海可能袭爵时由王降为公，也可能开建五等时降爵。另外，孝文帝为北魏王朝争取正统地位而进行了重塑华夏传统的文化建设，姓、名改制即其中一项重要内容。《魏书》中记载了较多的孝文帝赐名事例。从中可见，孝文帝一方面给代人赐以华夏式的名和字；另一方面给华夏士人赐名，以单名取代其原有的二名（由两个汉字组成的名）。“贰虎”与“海”的名称差异，正与孝文帝太和后期的赐名现象相吻合。虽然“贰虎”之名与其曾祖“匹知”、祖“莫瑰”、父“乾归”这样的鲜卑语命名不同，似是汉语命名，但其名不雅。“海”作为单名，可能是孝文帝所赐。综上，刘永瑞推测乙贰虎与《魏书》所载乙乾归之子乙海为同一人。
刘永瑞认为，乙瑰尚太武帝女上谷公主，乙乾归尚景穆帝女安乐公主，据该特定时期郡长公主的级别，乙贰虎妻阳平长公主应是帝女；再考虑其年龄，阳平长公主很可能是魏文成帝之女，也有可能是魏献文帝之女。阳平长公主铭记砖所载太和九年（485年）正月初二的日期可能是阳平长公主卒日或葬日，乙海之子乙瑗天平元年（534年）卒，时年四十六，可知乙瑗生于489年，非阳平长公主所生。